# ダニエレ・マッサーロ
ダニエレ・マッサーロ（Daniele Massaro、1961年5月23日 - ）は、イタリア・モンツァ出身の元同国代表サッカー選手。ポジションは主にFW、初期は主にMF、DFを務めたこともある。

## クラブ経歴

### 初期からフィオレンティーナ時代にかけて
ブリアンツァというクラブのユースでサッカーを始めた。この13歳の頃、得点力の高い中盤の選手として目立つ存在であった。この頃、アタランタやミランのトライアウトなども受けていたという。ある日、ACモンツァのスカウトの目に留まり、1979-80シーズンにプロの選手生活をスタートさせた。1981-82シーズン、フィオレンティーナに移籍。すぐにチームに適応し、1982年2月28日にセリエAでの初得点を記録するなど、イタリア代表に選出された。5シーズンを過ごし、181試合で15得点を挙げた。1985年12月にはグエリンスポルティーボ誌の最優秀選手賞を受賞したが、その授賞式で、ユヴェントスから獲得の意思を告げられ、シーズン終了後、移籍に向けて話し合うことになっていた。しかし、新たにACミランの会長になるシルヴィオ・ベルルスコーニに勧誘され、子供のころからプレーすることを望んでいた、ミランへの移籍を決めた。

### ACミラン
1986-87シーズン、にACミランへ移籍。8シーズンに渡ってミランに在籍、ミラン通算306試合70得点の成績を残した。途中出場で度々得点を決めるなど、ミランの黄金期を支え、決勝ゴールを挙げることが多かったことから「決勝点の男」の異名を取った。また困難な状況に追い込まれた試合でも勝利に貢献し、ミランのファンから「プロビデンス」というニックネームが付けられた。加入初年度は怪我に見舞われ、22試合で2得点を挙げるに留まったが、UEFAカップ出場権をかけたプレーオフのサンプドリア戦では1得点を決めて、出場権獲得に貢献した。1987-88シーズンにアリゴ・サッキ新監督が就任するにあたり、サッキからは、構想外であると言い渡されたが、ウイング的役割の控え選手としてプレー、優勝に貢献した。1988-89シーズン、出場機会を求め、ASローマへローン移籍した。翌1989-90シーズン、ミランに複帰、ルート・フリットが怪我で離脱したこともあり、セカンドストライカーとして出場機会を増やし、公式戦48試合で15得点を記録した
ファビオ・カペッロの監督就任後は本格的にFWとして起用されるようになり、1991-92シーズン、第29節のミラノダービーでの決勝点など、9得点を挙げ、ミランのリーグ戦無敗優勝に貢献。
1993-94シーズン、マルコ・ファンバステン、ジャン＝ピエール・パパンの怪我などの中、トヨタカップでのサンパウロFCとの対戦で先発出場し、1ゴール1アシストの活躍後は、ほぼレギュラーの座を掴み、リーグ第20節から30節までの10試合で8ゴールを奪い、(第27節のサンプドリア、第30節のパルマといった優勝を争うチームとの対戦や、第28節のインテルとのダービーでは決勝点を決めた。)リーグ戦ではチームトップの11得点を挙げ、ミランのセリエA3連覇に貢献、イタリアのスポーツ誌 Guerin Sportivoが選ぶ年間最優秀選手賞にも選ばれた。またチャンピオンズリーグでも準決勝のASモナコ戦でダメ押しゴールで決勝進出に貢献、FCバルセロナとの決勝では2得点を挙げ優勝に貢献した。このシーズンの公式戦47試合で16得点を決めた。
翌1994-95シーズン、怪我での離脱もあって目立った活躍が出来ず。トヨタカップのベレス・サルスフィエルド戦では、数回の決定的チャンスを迎えたが、チラベルトの好守もあり、得点を決められなかった。欧州スーパーカップ、アーセナルFCとの第2戦では2-0へとリードを広げるゴールを決め、優勝に貢献した。

### 清水エスパルス
インテル会長のエルネスト・ペッレグリーニから白紙の小切手を提示され、「給料の2倍を書いてくれ」と、インテルなどセリエAの他チームからのオファーを受けたが、Jリーグ・清水エスパルスへ移籍。1995年のオペルカップでACミランの選手として、清水エスパルスとの親善試合に参加、怪我で出場はしなかったが、試合後記者会見が行われ、清水エスパルスへの移籍が正式に発表された。
清水ではセカンドステージから登場、8月16日、第2節の浦和レッズ戦でJリーグ初ゴールを決め、9月6日の第7節名古屋グランパス戦、9月13日の第9節鹿島アントラーズ戦でもゴールを決めたが、その後は大怪我で欠場、初年度は9試合3ゴールに終わった。1996年4月13日の第7節のベルマーレ平塚戦ではハットトリックを達成するなど、在籍2シーズンの間に20試合に出場し10得点を記録した。その後、監督のオズワルド・アルディレスの構想から外れ、スタンド観戦に回るようになり、同クラブを退団後に選手生活から引退した。

## 代表経歴
イタリア代表としては1982年4月14日に行われた東ドイツ代表との国際親善試合でデビュー、同年のスペインW杯では出場こそなかったが、優勝メンバーの一員となった。1986年2月5日に行われた西ドイツ代表との国際親善試合以降、代表からは遠ざかった。
1994年に8年ぶりに代表に招集されると、同年3月23日のドイツ代表との親善試合で出場を果たした、同年のアメリカW杯のメンバーにも選ばれ、グループリーグのメキシコ代表戦ではボレーシュートで1得点を挙げる活躍を見せ(このゴールは2020年10月にフランチェスコ・カプートに破られるまでイタリア代表最年長初ゴール記録であった)、この得点で引き分け、チームは決勝トーナメント進出した。ブラジル代表との決勝戦では相手ゴールを脅かすボレーシュートを放ったが得点には至らず。またPK戦のキッカーとして挑むもフランコ・バレージ、ロベルト・バッジョと共に失敗して、イタリアは準優勝という結果に終わった。公式戦においての、キャリアで初めて務めたPKキッカーであった。イタリア代表としての通算成績は国際Aマッチ15試合出場1得点。

## 引退後
引退後はビーチサッカー選手としてビーチサッカーイタリア代表に選出されたほか、ゴルフ、世界ラリー選手権など様々なスポーツイベントに参加した。このほか、古巣のACミランの広報や、日本の静岡県静岡市の「お茶大使」も務めている。
政党はミラン会長のシルヴィオ・ベルルスコーニが党首を務めるフォルツァ・イタリアを支持している。2016年5月には政治家へ転身する意向を示し、同年6月のミラノ市議会議員選挙に立候補したが、384票を獲得したのみで落選した。

## 個人成績

### クラブでの成績
| 国内大会個人成績 | 国内大会個人成績   | 国内大会個人成績 | 国内大会個人成績 | 国内大会個人成績 | 国内大会個人成績           | 国内大会個人成績 | 国内大会個人成績 | 国内大会個人成績 | 国内大会個人成績 | 国内大会個人成績 | 国内大会個人成績 |
| 年度             | クラブ             | 背番号           | リーグ           | リーグ戦         | リーグ戦                   | リーグ杯         | リーグ杯         | オープン杯       | オープン杯       | 期間通算         | 期間通算         |
| 年度             | クラブ             | 背番号           | リーグ           | 出場             | 得点                       | 出場             | 得点             | 出場             | 得点             | 出場             | 得点             |
| イタリア         | イタリア           | イタリア         | イタリア         | リーグ戦         | リーグ戦                   | イタリア杯       | イタリア杯       | オープン杯       | オープン杯       | 期間通算         | 期間通算         |
| ---------------- | ------------------ | ---------------- | ---------------- | ---------------- | -------------------------- | ---------------- | ---------------- | ---------------- | ---------------- | ---------------- | ---------------- |
| 1979-80          | モンツァ           |                  | セリエB          | 24               | 5                          |                  |                  |                  |                  |                  |                  |
| 1980-81          | モンツァ           |                  | セリエB          | 36               | 5                          |                  |                  |                  |                  |                  |                  |
| 1981-82          | フィオレンティーナ |                  | セリエA          | 29               | 1                          |                  |                  |                  |                  |                  |                  |
| 1982-83          | フィオレンティーナ |                  | セリエA          | 30               | 5                          |                  |                  |                  |                  |                  |                  |
| 1983-84          | フィオレンティーナ |                  | セリエA          | 29               | 1                          |                  |                  |                  |                  |                  |                  |
| 1984-85          | フィオレンティーナ |                  | セリエA          | 26               | 2                          |                  |                  |                  |                  |                  |                  |
| 1985-86          | フィオレンティーナ |                  | セリエA          | 26               | 2                          |                  |                  |                  |                  |                  |                  |
| 1986-87          | ミラン             |                  | セリエA          | 22               | 2                          | 1                | 0                | 1                | 1                | 24               | 3                |
| 1987-88          | ミラン             |                  | セリエA          | 26               | 4                          | 5                | 1                | 2                | 0                | 33               | 5                |
| 1988-89          | ローマ             |                  | セリエA          | 30               | 5                          |                  |                  |                  |                  |                  |                  |
| 1989-90          | ミラン             |                  | セリエA          | 30               | 10                         | 8                | 3                | 11               | 2                | 48               | 15               |
| 1990-91          | ミラン             |                  | セリエA          | 21               | 6                          | 6                | 1                | 5                | 0                | 32               | 7                |
| 1991-92          | ミラン             |                  | セリエA          | 32               | 9                          | 6                | 0                | -                | -                | 38               | 9                |
| 1992-93          | ミラン             |                  | セリエA          | 29               | 5                          | 7                | 2                | 10               | 3                | 46               | 10               |
| 1993-94          | ミラン             |                  | セリエA          | 29               | 11                         | 3                | 0                | 15               | 5                | 47               | 16               |
| 1994-95          | ミラン             |                  | セリエA          | 19               | 3                          | 1                | 0                | 11               | 2                | 31               | 5                |
| 日本             | 日本               | 日本             | 日本             | リーグ戦         | リーグ戦                   | リーグ杯         | リーグ杯         | 天皇杯           | 天皇杯           | 期間通算         | 期間通算         |
| 1995             | 清水               | -                | J                | 9                | 3                          | -                | -                | 0                | 0                | 9                | 3                |
| 1996             | 清水               | -                | J                | 11               | 7                          | 5                | 1                | 0                | 0                | 16               | 8                |
| 通算             | イタリア           | イタリア         | セリエA          | 377              | 66\|\|\|\|\|\|\|\|\|\|\|\| |                  |                  |                  |                  |                  |                  |
| 通算             | イタリア           | イタリア         | セリエB          | 60               | 10\|\|\|\|\|\|\|\|\|\|\|\| |                  |                  |                  |                  |                  |                  |
| 通算             | 日本               | 日本             | J                | 20               | 10                         | 5                | 1                | 0                | 0                | 25               | 11               |
| 総通算           | 総通算             | 総通算           | 総通算           | 457              | 86\|\|\|\|\|\|\|\|\|\|\|\| |                  |                  |                  |                  |                  |                  |

### 代表での成績
出典
| イタリア代表 | 国際Aマッチ | 国際Aマッチ |
| 年           | 出場        | 得点        |
| ------------ | ----------- | ----------- |
| 1982         | 1           | 0           |
| 1983         | 0           | 0           |
| 1984         | 3           | 0           |
| 1985         | 1           | 0           |
| 1986         | 1           | 0           |
| 1987         | 0           | 0           |
| 1988         | 0           | 0           |
| 1989         | 0           | 0           |
| 1990         | 0           | 0           |
| 1991         | 0           | 0           |
| 1992         | 0           | 0           |
| 1993         | 0           | 0           |
| 1994         | 9           | 1           |
| 合計         | 15          | 1           |